# Walking on Locusts
Artificial Intelligence är ett musikalbum utgivet 1996 av John Cale som hans 12. soloalbum. Albumet producerades av Cale och släpptes under etiketten Hannibal Records.

## Låtlista
1. "Dancing Undercover" − 4:25
2. "Set Me Free" − 4:11
3. "So What" − 4:11
4. "Crazy Egypt" − 3:28
5. "So Much for Love" − 5:01
6. "Tell Me Why" − 5:25
7. "Indistinct Notion of Cool" − 2:44
8. "Secret Corrida" − 6:02
9. "Circus" − 4:03
10. "Gatorville & Points East" − 3:00
11. "Some Friends" − 4:06
12. "Entre Nous" − 3:42

## Medverkande
- Dawn Buckholz − violoncell
- David Byrne − gitarr
- John Cale − gitarr, keyboard, sång
- B. J. Cole − gitarr
- Napua Davoy − sång
- Mark Deffenbaugh − gitarr, harmonikka
- Susan Didericksen − sång
- Tiye Giraud − sång
- Ibrahim Hakhmoun − slagverk
- Hassan Hakmoun − slagverk
- Daisy Lignelli − sång
- Martha Mooke − viola
- Ben Neill − trumpet
- Ben Perowsky − slagverk
- Todd Reynolds − fiol
- E.J. Rodriguez − slagverk
- Erik Sanko − bas
- David Soldier − fiol
- David Tronzo − gitarr
- Maureen Tucker − slagverk